# Club Atlético Independiente de La Chorrera
El Club Atlético Independiente o simplemente CAI es un equipo de fútbol con sede en Barrio Balboa en el centro de La Chorrera, Provincia de Panamá Oeste, Panamá. Es junto al Deportivo Árabe Unido los únicos tricampeones de Panamá. 
Actualmente disputa la primera división de Panamá, la LPF. Se coronó campeón de la máxima categoría del fútbol panameño por vez primera en el torneo LPF Clausura 2018.

## Historia
El club fue fundado en el año 1982, en la antigua cancha del revisado, ubicado en el actual mercado de abastos de La Chorrera.
En 1988, el CAI participa en la liga de la comunidad de Barrio Colón, que funcionaba como el distrito local del torneo del momento, pero debido a las malas manipulaciones y la negativa de la política hizo del torneo un fracaso.
Carlos A. Campos Muñoz llevó junto con el presidente de otro club (Juventus FC, FC San José, San Germen FC, San Francisco FC y Mitra FC), un movimiento para la fundación de una liga de la comunidad de Barrio Balboa y motiva a la comunidad de Virgen de Guadalupe a Encontrado otra liga para que la comunidad, totalizando tres ligas del distrito de La Chorrera, que es hoy el distrito local del torneo. Para el 2008 el CAI volvió a jugar la Liga Nacional de Ascenso de panamá para el torneo clausura de la Liga Nacional de Ascenso 2013 llega a la final enfrentándose al campeón del torneo apertura al Millenium ganándole la final y forzando a una superfinal donde logra imponerse 4 por 3 y así conseguir el ascenso a la máxima categoría del fútbol panameño, la Liga Panameña de Fútbol (LPF), donde se mantuvo hasta el torneo Clausura 2015, cuando en la tabla global de la temporada 2014-15 quedara de último, solo por un punto por debajo de Atlético Chiriquí.
El 20 de mayo de 2018 el CAI conquistó su primer título de la Liga Panameña de Fútbol (LPF), luego de imponerse 1-0 a uno de los grandes del fútbol panameño el Tauro FC, en el partido disputado en el Estadio Rommel Fernández.
Omar Browne, desde el punto penal a los 39 minutos, marcó el tanto que le dio la corona del Torneo LPF Clausura 2018 al equipo chorrerano. Gracias a esta victoria, el club se ganó el derecho de por primera vez representar a Panamá internacionalmente en la Concacaf Liga de Campeones. El CAI se enfrentaría al Toronto F.C, excampeón de la MLS en 2017 y subcampeón de la Liga de Campeones de la Concacaf en el 2018. El equipo chorrerano haría historia al golear 4-0 al Toronto F.C en el Agustín "Muquita" Sánchez y luego empatar 1-1 de visitante para eliminar al equipo canadiense. En cuartos de final enfrentaría al Sporting Kansas City ganando de local 2-1, pero quedaría eliminado al caer 3-0 de visitante.
El 1 de junio de 2019 el CAI conquistó su segundo título de la Liga Panameña de Fútbol (LPF), luego de imponerse 1-4 en penales, 1-1 en tiempos extras, a uno de los grandes del fútbol panameño y su archirrival el San Francisco FC, en el partido disputado en el Estadio Rommel Fernández. Un partido histórico para la Liga, luego de fuera el primer Derbi Chorrerano en una final. 
En 2019 terminó en la posición n.º 527 según la clasificación mundial de clubes FIFA.
El 20 de diciembre de 2020, el Independiente ganó el torneo Clausura del fútbol de 2020 panameño al derrotar 3-1 a San Francisco FC en la final, disputada en el Estadio Agustín Muquita Sánchez de La Chorrera . Azmahar Ariano (21) y Alfredo Stephens (60 y 90+5 ambos de penal) anotaron para el CAI, mientras que Isidoro Hinestroza (87) descontó para San Francisco, en un choque sin público debido a la Pandemia de COVID-19, que enfrentó a los dos equipos de La Chorrera.
El CAI se corona campeón del Torneo Clausura 2022 de la Liga Panameña de Fútbol Tigo y logra su cuarto título en el balompié panameño tras vencer 2-1 al Club Deportivo Universitario en tiempos extras.  Los Goles lo hicieron Josep Cox de penal por parte del Club Deportivo Universitario en el minuto 6 por vía penal, Para el inicio del segundo tiempo, el jugador del CAI Gilberto Hernández en una jugada a balón parado envió el balón a las redes a los 53 minutos y en el minuto 117 del Segundo Tiempo Extra anotó Víctor Ávila, el gol de la victoria.
El Independiente se consagra como bicampeón de la Liga Panameña de Fútbol (LPF) tras vencer 3 goles a 1 al Tauro FC en el Estadio Rommel Fernández y logra su quinta estrella del Fútbol Panameño. En el minuto 2, el CAI avanzaba hacia el recinto taurino. Jorge Serrano metió un centro que Gerardo Negrete intentó rechazar, pero sorprendió al portero Celino Hinojosa y metió el balón al fondo de la red para poner el 1-0 a favor de los 'Vikingos'. Con este autogol se convirtió en el gol más rápido en una final de la Liga Panameña de Fútbol (LPF) al hacerlo en el minuto 1:32 segundos. Al minuto 26, el delantero colombiano Breidy Goluz empató el partido luego de que los defensas del CAI despejaran un balón de esquina y Gerardo Negrete, autor del gol en propia puerta, dio una asistencia a Goluz y así empató el partido 1-1. Durante la segunda parte, ambos equipos intentaron inquietarse, pero el gol cayó en el minuto 76 a través de un remate de Víctor Ávila que marcó el segundo gol del CAI en el partido. Ángel Valverde sentenció el partido en el minuto 90+2' cuando Jorge Serrano robó el balón cerca del área taurina y se lo pasó a Víctor Ávila y de muy buena manera le dio el pase a Valverde para marcar el tercer gol y así poner el 3-1 en el marcador sobre Tauro FC.
El Independiente de La Chorrera, fue superior durante todo el partido ante el Tauro, al que venció (3-0), en la final de la Liga Panameña de Fútbol (LPF), en partido disputado en la noche del 9 de diciembre de 2023 en Penonomé, Coclé en el Estadio Universitario. El camino hacia la victoria lo abrió con un doblete del delantero panameño Carlos Small, a los 7 y 21 minutos, y su compatriota Anthony Stewart cerró el triunfo a los 90 minutos. El CAI de La Chorrera se coronó en el Torneo Clausura 2023, fue su tercer título consecutivo y su sexta estrella en su historia futbolística en la máxima categoría del fútbol panameño.
El 30 de noviembre de 2024, el CAI se coronó campeón del Torneo Clausura 2024 de la Liga Panameña de Fútbol (LPF) con una victoria sobre el Plaza Amador, 2 goles a 1, en la final de la competencia que se llevó a cabo en el Estadio Rommel Fernández Gutiérrez.
Este es el séptimo campeonato del Club Atlético Independiente en su historia dentro de la máxima división del fútbol panameño. Los goles fueron anotados en el segundo tiempo por el club de La Chorrera, que se impuso gracias a un gol de Ángel Valverde y un autogol de Kairo Walters. Isidoro Hinestroza anotó para el Plaza Amador en el tiempo añadido, con un gol de chilena. Sin embargo, el tiempo no le alcanzó para concretar una remontada.

Para los fanáticos y expertos del fútbol panameño, el club de La Chorrera se convirtió en el 5.º equipo más grande del país centroamericano.

## Rivalidad
Posee una rivalidad con el San Francisco FC, el otro equipo del distrito de La Chorrera. Rivalidad que de a poco ha ido incrementando y se espera con el pasar de los años, sea una de las más grandes de Panamá. El primer partido fue disputado el 16 de agosto de 2013 y es conocido como el Derbi Chorrerano. Y los partidos más importantes que han disputado a la fecha, han sido las finales del Torneo Clausura 2019 y Torneo Clausura 2020 en la que el club obtuvo su segunda y tercera estrella, respectivamente.

## Escudos
Inicialmente su escudo era un tradicional amarillo de fondo con tipografía y objetos azules, los cuales destacaba los lemas "Lealtad, Honor y Disciplina".
Posterior su escudo pasó a ser negro con el amarillo tradicional, en el cual destacaba las rallas aurinegras y la fecha de fundación.
En el torneo Clausura 2019 de la Liga Panameña de Fútbol se presentó el escudo actual en el cual ya no se menciona el nombre completo si no "C.A.I" y aún resalta una pelota de fútbol, en esta ocasión dejando el color amarillo tradicional por un color negro con gris moderno.

## Jugadores

### Plantilla Apertura 2024
- = Lesionado de larga duración

### Altas y bajas
| Jugador             | Posición      | Procedencia             |
| ------------------- | ------------- | ----------------------- |
| Miguel Sánchez      | Portero       | Deportivo Cali          |
| Azmahar Ariano      | Defensa       | Olancho FC              |
| Aimar Modelo        | Defensa       | FC SKA Brasil           |
| Justin Simons       | Mediocampista | UMECIT FC               |
| Jamel González      | Mediocampista | CD Universitario        |
| Daniel Morán        | Mediocampista | Agente Libre            |
| Javier de la Espada | Mediocampista | Champions FC Academy    |
| Ronaldo Dinolis     | Delantero     | CD Plaza Amador         |
| Guido Rouse         | Delantero     | Portuguesa FC           |
| Jorge Clement       | Delantero     | CD Universitario        |
| Javier Betegón      | Delantero     | SFC Etar Veliko Tarnovo |

| Jugador           | Posición      | Destino                 |
| ----------------- | ------------- | ----------------------- |
| Marcos Allen      | Portero       | UMECIT FC               |
| Jiovany Ramos     | Defensa       | Alianza Lima            |
| Breiner Paz       | Defensa       | Bandera de ?            |
| Sergio Cunningham | Mediocampista | Real Estelí FC          |
| Jorge Serrano     | Mediocampista | FC Motagua              |
| Rafael Águila     | Mediocampista | Foshan Nanshi           |
| José Fajardo      | Delantero     | CD Universidad Católica |
| Carlos Small      | Delantero     | Real España             |
| Anthony Stewart   | Delantero     | Deportivo Malacateco    |
| Kevin Meneses     | Delantero     | CD Árabe Unido          |

## Jugadores notables
- José Luis Garcés Rivera
- Gilberto Hernández (QEPD) (Eterno #14)
- José Fajardo
- Abdiel Ayarza

## Entrenadores
| Entrenadores | Entrenadores         | Entrenadores | Entrenadores |
| N.º          | Entrenador           | Tiempo       | Títulos      |
| ------------ | -------------------- | ------------ | ------------ |
| 1.           | Bandera de ?         | 1982 - 2007  |              |
| 2.           | Franklin Narváez     | 2008 - 2014  |              |
| 3.           | Víctor René Mendieta | 2014         |              |
| 4.           | Pascual Moreno       | 2014         |              |
| 5.           | Jair Palacios        | 2015 - 2016  |              |
| 6.           | Jorge Dely Valdés    | 2016 - 2017  |              |
| 7.           | Donaldo González     | 2018         |              |
| 8.           | Francisco Perlo      | 2019 - 2021  |              |
| 9.           | Iván Guerra          | 2021 - 2022  |              |
| 10.          | Franklin Narváez     | 2022 - Act.  |              |

## Redes sociales
- Club Atlético Independiente de La Chorrera en Facebook
- Club Atlético Independiente de La Chorrera en X (antes Twitter)
- Club Atlético Independiente de La Chorrera en Instagram

## Evolución del uniforme

### Evolución del uniforme titular
| Local 2010−2013 | Local 2013−2015 | Local 2015−2016 | Local 2016−2017 | Local 2017−2018 | Local 2018−2019 | Local 2020 | Local 2021 - 2022 | Local 2022 - 2023 | Local 2023 - 2024 |

### Evolución del uniforme alternativo
| Visita 2012−2013 | Visita 2013 | Visita 2013−2015 | Visita 2015−2016 | Visita 2016−2017 | Visita 2017−2019 | Visita 2020 | Visita 2021 - 2022 | Visita 2022 - 2023 | Visita 2023 - 2024 |

### Tercer uniforme o edición especial
| Local Liga Concacaf 2021 (STRIK3R) | Visitante Liga Concacaf 2021 (STRIK3R) |

### Proveedor
| Período     | Proveedor | Logotipo |
| ----------- | --------- | -------- |
| 2010 - 2016 | Lotto     |          |
| 2016 - 2018 | Adidas    |          |
| 2018 - 2021 | Everlast  |          |
| 2021        | STRIK3R   |          |
| 2022        | Fila      |          |
| 2023 - Act. | Everlast  |          |

## Palmarés

### Torneos Nacionales
| Torneos nacionales     | Títulos                                                                                                  | Subcampeonatos |
| ---------------------- | --- | -------------- |
| Primera División (7/1) | Clausura 2018, Clausura 2019, Clausura 2020, Clausura 2022, Apertura 2023, Clausura 2023, Clausura 2024. | Clausura 2015. |

### Torneos Extintos
| Torneos nacionales                | Títulos                                      | Subcampeonatos                               |
| --------------------------------- | -------------------------------------------- | -------------------------------------------- |
| Liga Nacional de Ascenso (3/3)    | Clausura 2012, Clausura 2013, Clausura 2017. | Apertura 2009, Clausura 2011, Apertura 2016. |
| Súper Final Liga de Ascenso (2/1) | 2012-13, 2016-17                             | 2011-12                                      |
| Copa Rommel Fernández (1/0)       | 2000                                         |                                              |